# Antonio Torres Servín
Antonio Torres Servín (* 15. Juli 1968 in Mexiko-Stadt) ist ein mexikanischer Fußballtrainer und ehemaliger -spieler, der in der Abwehr bzw. im defensiven Mittelfeld agierte.

## Leben
Antonio Torres erhielt seinen ersten Profivertrag in der Saison 1988/89 bei seinem Heimatverein UNAM Pumas, für den er sein Debüt in der mexikanischen Primera División am 1. März 1989 gegen den CF Monterrey (2:1) gab, als er in der 80. Minute für Alberto García Aspe eingewechselt wurde. In der Saison 1990/91 gewann er mit den Pumas die Meisterschaft.
Bei seinen insgesamt 189 Ligaeinsätzen erzielte der Defensivspieler insgesamt 15 Tore. In seiner in dieser Hinsicht erfolgreichsten Saison 1992/93 gelangen ihm sechs Treffer und am letzten Spieltag dieser Saison auch sein einziger „Doppelpack“ beim 3:1-Auswärtssieg der Pumas am 1. Mai 1993 gegen die Gallos Blancos Querétaro.
Ende Oktober 2012 übernahm er den Posten des Cheftrainers bei den Pumas, nachdem Mario Carrillo nach der 0:1-Heimniederlage gegen den Stadtrivalen América am 28. Oktober 2012 entlassen worden war.

## Erfolge
- Mexikanischer Meister: 1990/91